# Bisdom Ji-Paraná
Het bisdom Ji-Paraná (Latijn: Dioecesis Giparanensis) is een rooms-katholiek bisdom met als zetel Ji-Paraná, in Brazilië. Het bisdom is suffragaan aan het aartsbisdom Porto Velho.

## Geschiedenis
Het bisdom werd opgericht op 3 januari 1978, als de territoriale prelatuur Vila Rondônia, uit delen van de territoriale prelaturen Guajará-Mirim en Porto Velho, en was suffragaan aan het aartsbisdom Manaus. Op 4 oktober 1982 wisselde het van kerkprovincie en werd suffragaan aan het aartsbisdom Manaus. Op 19 februari 1983 werd het verheven tot bisdom. 

## Parochies
Het bisdom had in 2021 een oppervlakte van 93.783 km2 en telde 853.700 inwoners waarvan 60,2% rooms-katholiek was.

## Bisschoppen
- José Martins da Silva (3 januari 1978 - 4 oktober 1982)
- Antônio Possamai (4 maart 1983 - 11 april 2007)
- Bruno Pedron (11 april 2007 - 5 juni 2019)
- Norbert Hans Christoph Foerster (2 december 2020 - heden)

Porto Velho (aartsbisdom) · Cruzeiro do Sul · Guajará-Mirim · Humaitá · Ji-Paraná · Lábrea (territoriale prelatuur) · Rio Branco